# Veszprém lengyel fejedelem
Veszprém, vagy Bezprym (986/987 – 1032 tavasza), I. Boleszláv lengyel király elsőszülött fia a magyar Judittól, második feleségétől.

## Származása és ifjúkora
Elterjedt nézet szerint Veszprém anyja a magyar Géza magyar fejedelem lánya volt, akit Boleszláv a Mieszkónak Gézával kötött szövetsége miatt vett el. A házasságról Thietmartól értesülünk, ő azonban csak annyit mond, hogy Boleszláv – 985, első feleségének apja, a meißeni őrgróf halála után, ami után első feleségét elkergette – „magyarországi nőt” vett el, ami azért furcsa, mert Gézát Thietmar név szerint ismerte és Boleszláv másik három felesége esetén név szerint megadta, kitől származtak. Ez arra utal, hogy Thietmar, Veszprém anyai nagyapjának nevét nem tudta, azaz nem Géza volt. Itt koruk miatt többen is szóba jöhetnek, például Taksony magyar fejedelem, Tormás vagy Tar Zerind. A kérdés valószínűleg soha nem lesz eldönthető.
Hamarosan azonban Géza békés politikája miatt, akivel nem tudott így szövetségben harcolni, Boleszláv elkergette magyar feleségét is elsőszülött kisfiával, Veszprémmel együtt, akik Magyarországra jöttek. Itt a Veszprém nevet csak ő viselte, és Magyarországon csak két Veszprém helynév fordult elő a korabeli források szerint. Az egyik Veszprém, a másik nagy valószínűséggel a mai Zalaszentmárton. Veszprém egy több megyére kiterjedő hercegi uradalommal rendelkezhetett, aminek része lehetett Szent István király korabeli veszprémi várispánsága, s a kor szokása szerint Veszprém első ispánjáról, azaz róla kapta nevét.

## Uralkodása
1031-ben trónra lépett, II. Konrád német-római császár és I. Jaroszláv kijevi nagyfejedelem támogatásával, elűzve öccsét, aki 1025 óta uralkodott II. Mieszko néven. Mieszko, aki Boleszláv és Emmilda fia volt, Csehországba menekült, Bezprym pedig a császárnak küldte el a lengyel koronaékszereket.
A szláv szokás szerint az apa felosztotta örökségét fiai között, I. Boleszláv azonban megváltoztatta ezt a szokást, hogy az új keletű királyságot egyben tartsa, Veszprémet pedig nem kedvelte, ezért nem is ő lett az örököse. Sokan azonban úgy érezték, hogy mivel Veszprém volt a legidősebb fiú, neki kellene megkapnia a trónt.
Mieszko hamarosan visszatért, hűséget esküdött a császárnak, aki felosztotta Lengyelországot közte, Veszprém, az utóbbi édestestvére, Otton, és Thiedric közt. (Ez utóbbi valószínűleg egy unokatestvérük volt.)
Veszprém uralkodása azonban rövid életű volt. 1032-ben meggyilkolták és újra II. Mieszko lépett a trónra.